# Бриги (село)
Бри́ги (латыш. Brigi) — населённый пункт в Лудзенском крае Латвии. Административный центр Бригской волости. Находится у региональной автодороги P136 (Лудза — Бриги — Зилупе) на берегу озера Бригу. Расстояние до города Лудза составляет около 28 км.
По данным на 2017 год, в населённом пункте проживало 280 человек. Есть волостная администрация, детский сад, народный дом, библиотека, почтовое отделение, фельдшерский и акушерский пункт, католическая церковь. К югу от села находится платформа Бриги на линии Резекне II — Зилупе.

## История
Впервые упоминается в 1784 году, в то время здесь располагалась усадьба. К началу XX века село являлось центром Яновольской волости Люцинского уезда Витебской губернии.
В советское время населённый пункт был центром Бригского сельсовета Лудзенского района. В селе располагалась центральная усадьба колхоза «Советская Латвия».